# SG Dresden-Friedrichstadt
SG Dresden-Friedrichstadt was een Oost-Duitse voetbalclub uit Dresden, Saksen.

## Geschiedenis
De club werd in 1945 opgericht als opvolger van Dresdner SC dat in 1943 en 1944 nog landskampioen geworden was. Na de oorlog werden alle clubs opgeheven. SG Dresden-Friedrichstadt behield het oude wapenschild, spelers en aanhangers en werd dus als een echte opvolger van Dresdner SC gezien. De club was bijzonder populair en had tegen 1949/50 zo'n 28000 toeschouwers, wat het dubbele was van het gemiddelde aantal in de DDR-Oberliga.
In het eerste DDR-seizoen (1949/50) stond de club voor de laatste speeldag aan de leiding en speelde op de laatste speeldag tegen concurrent ZSG Horch Zwickau voor 60 000 toeschouwers. De club leed een 1-5 nederlaag en verloor hierdoor de titel. Na de wedstrijd bestormden de fans het veld. Ze vonden dat de wedstrijd gemanipuleerd werd omdat SG Dresden-Friedrichstadt een burgerlijke club bestempeld was. De wedstrijd verliep ook helemaal in het voordeel van Zwickau nadat drie spelers van Dresden werden uitgesloten.
Hierna werd de club opgeheven en overgeheveld naar VVB Tabak Dresden dat in lagere klassen speelden. Uit protest tegen deze beslissing verlieten nagenoeg alle spelers de club en vluchtten naar de Bondsrepubliek Duitsland. Het stadion van de club werd overgenomen door SG Volkspolizei Dresden, het latere Dynamo.